# Horní Smržov
Horní Smržov (deutsch Ober Smerschow, auch Ober Smrzow) ist eine Gemeinde in Tschechien. Sie befindet sich acht Kilometer nördlich von Letovice und gehört zum Okres Blansko.

## Geographie

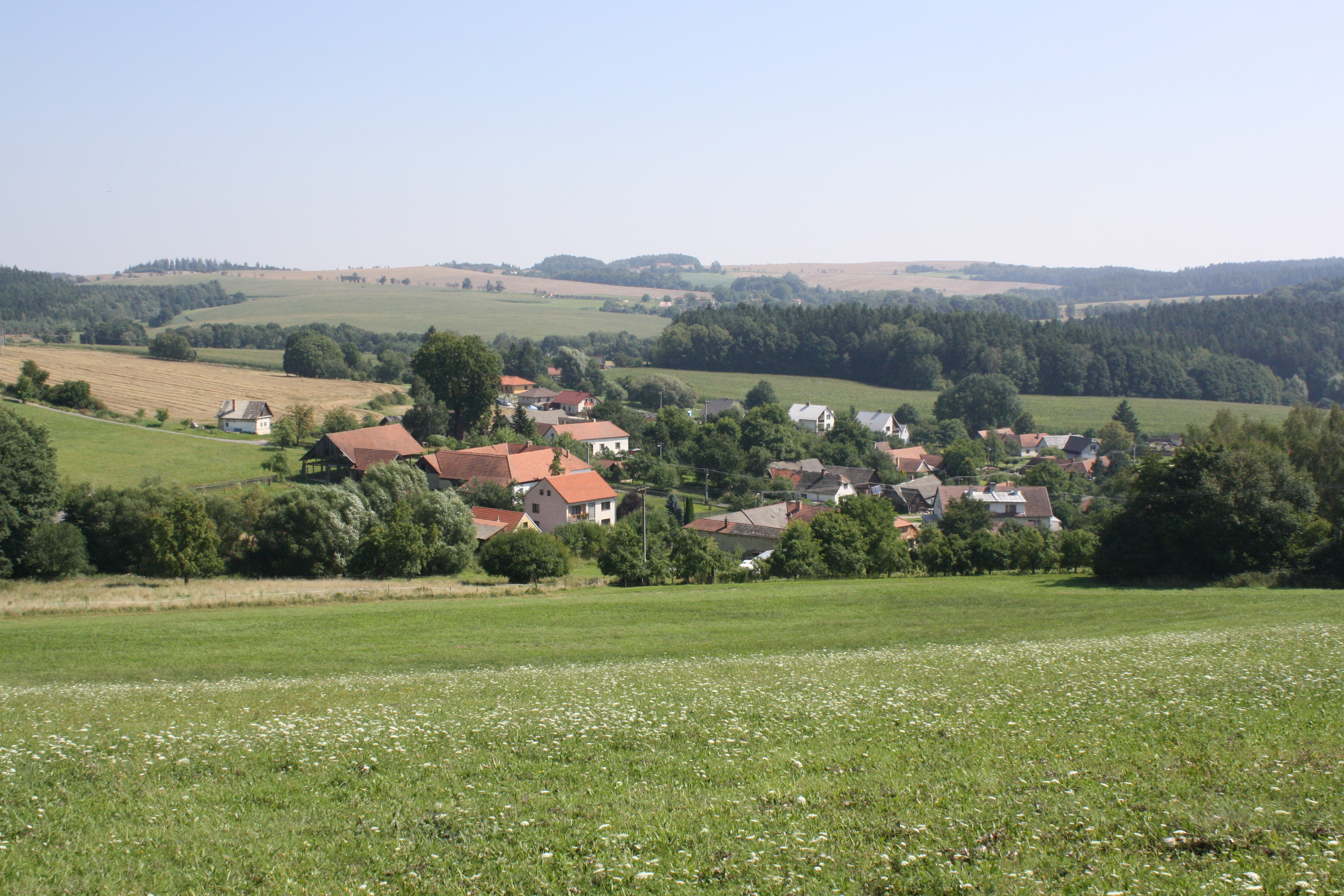
Horní Smržov – Blick vom Nordosten

Horní Smržov befindet sich im Süden der Podorlická pahorkatina (Adlergebirgsvorland) an den Ausläufern des Schönhengster Rückens. Das Dorf liegt rechtsseitig des Flüsschens Zavadilka. Nördlich erheben sich die Kojetína (586 m) und der Javor (606 m), im Südosten der Stráň (522 m) und Vlkov (599 m), südwestlich die Budina (542 m) und der Na Vrších (Bartaberg, 547 m).
Nachbarorte sind Horákova Lhota und Želivsko im Norden, Březinka, Slatina und Na Červené im Nordosten, Draha, Klen und Roubanina im Osten, Bezděčí und Chlum im Südosten, Babolky und Bahna im Süden, Luhy, Rumberk und Deštná im Südwesten, Moravská Chrastová und Půlpecen im Westen sowie Mariánské Udolí, Sibíř und Drahošov im Nordwesten.

## Geschichte
Der Hof Smržův dvůr wurde im Jahre 1294 erstmals schriftlich erwähnt. Zu Beginn des 14. Jahrhunderts entstand während der Kolonisation der Gegend in einer von Hügeln umgebenen Mulde ein als Rundling angelegtes Dorf. Der Dorfplatz, auf dem sich früher ein Teich befand, entstand an einem kleinen Zufluss zur Zavadilka. Zusammen mit Rumberk und Deštná gehörte Okrouhlý Smržov zu den Lehn des Bistums Olmütz. Die erste Erwähnung des zum Gut Rumberg gehörigen Dorfes Okrouhlý Smržov erfolgte im Olmützer Lehnbuch von 1320 bis 1325. Später entstand in Okrouhlý Smržov ein Freihof, der 1541 in einer Schenkungsurkunde des Grafen von Hardegg an Petr Toul erstmals genannt wurde. Im Laufe der Zeit wurde der Ort auch als Hrubý Smržov und Smržov bezeichnet. Zum Ende des 16. Jahrhunderts wurde Smržov an die Herrschaft Svitavy angeschlossen. Seit dem Übergang vom 18. zum 19. Jahrhundert erweiterte sich der Ort. An der Zavadilka entstand südlich von Smržov die Ansiedlung Luhy.
Nach der Aufhebung der Patrimonialherrschaften bildete Smržov ab 1850 einen Ortsteil der politischen Gemeinde Dešné in der Bezirkshauptmannschaft Moravská Třebová. 1855 wurde die Gemeinde der Bezirkshauptmannschaft Jevíčko zugeordnet, die 1868 wieder aufgehoben wurde. In dieser Zeit entstand östlich von Smržov an der Straße nach Roubanina eine kleine Häuserreihe, die als Draha bezeichnet wurde. 1880 wurde der Ortsname zur Unterscheidung vom benachbarten Dorf in der Bezirkshauptmannschaft Boskovice, das fortan als Dolní Smržov bezeichnet wurde, in Horní Smržov erweitert. Im Jahre 1900 wurde in Horní Smržov eine Dorfschule eingeweiht. Nach dem Münchner Abkommen lag Horní Smržov ab 1938 an der Grenze zum Deutschen Reich. 1948 wurde Horní Smržov zusammen mit Deštná dem Okres Svitavy zugeordnet. Mit Beginn des Jahres 1961 wurden die Gemeinden Deštná und Roubanina zur Gemeinde Deštná-Roubanina zusammengeschlossen und zugleich dem Okres Blansko zugeordnet. Zwischen 1986 und 1990 war Horní Smržov nach Letovice eingemeindet. Am 1. Juli 1990 löste sich Horní Smržov von Letovice los und bildete erstmals in seiner Geschichte eine eigene Gemeinde. Katholischer Pfarrort ist Deštná.

## Gemeindegliederung
Für die Gemeinde Horní Smržov sind keine Ortsteile ausgewiesen. Grundsiedlungseinheiten sind Horní Smržov und Luhy. Zu Horní Smržov gehört zudem die Ortslage Draha.

## Sehenswürdigkeiten
- Museum Horní Smržov, im nördlichen Teil des Dorfes; es entstand in den Jahren 2005 bis 2006 durch Rekonstruktion historischer Gebäude und wurde bis 2009 erweitert. Zum Museum gehören ein gezimmerter Speicher, steinerne Kellergewölbe sowie ein 1924 geschaffenes Bienenhaus.
- Bauerngehöfte im fränkischen Stil
- Reste der Burg Rumberk, im Wald südwestlich des Ortes